# Bostadsstiftelsen
Bostadsstiftelsen (finska: Asuntosäätiö) är en finländsk allmännyttig bostadsstiftelse som inrättades 1951 i Esbo.
Bostadsstiftelsen stiftades ursprungligen på initiativ av befolkningsförbundet Väestöliittos dåvarande chef Heikki von Hertzen i syfte att planera och uppföra trädgårdsstaden Hagalund i Esbo enligt nya stadsbyggnadsideal. De övriga stiftarna var Mannerheims barnskyddsförbund, Finlands Fackföreningars Centralförbund, Tjänstemannaorganisationernas centralförbund, Hyresgästernas centralförbund och Invalidförbundet. Hagalund utvecklades till en känd och högklassig boendemiljö, som gav Asuntosäätiö en aktad ställning inom finländskt bostadsbyggande.
Ett senare projekt för Bostadsstiftelsen var utbyggnaden av Stensvik i Esbo, som stiftelsen hade inköpt 1961. Alvar Aalto fick 1966 i uppdrag att göra upp en plan för omkring 100 000 invånare i den snabbt växande köpingen. Utbyggnaden av Stensvik påbörjades i början av 1970-talet, men planen var redan då kraftigt nedbantad. I dag bor det drygt 46 000 invånare i Esboviken, som är ett av Esbo stads stora områdescentra och utgörs av Sökö och Stensvik tillsammans.
Bostadsstiftelsen har även planerat och utfört trädgårdsstadsdelarna Viitaniemi i Jyväskylä och Korkalorinne i Rovaniemi samt bostadsprojekt i Borgå och Tusby. Under senare år har stiftelsen byggt ut Störsviks områden i Sjundeå (totalt drygt 700 hektar), som förvärvades redan 1960, samt Bastviken vid Esbovikens östra strand. Asuntosäätiö grundade 1954 och utgav länge gratistidningen Länsiväylä (upplagan var 2010 omkring 119 000 exemplar), som numera ägs av mediakoncernen Janton.